# 卡尔·理查德·莱普修斯
卡尔·理查德·莱普修斯，或累普濟烏斯（拉丁語：Carolus Richardius Lepsius，1810年12月23日—1884年7月10日）普鲁士埃及学家、语言学家和现代考古学家，他在相关领域有开创性贡献。他以巨著《埃及和埃塞俄比亚的文物》而知名。

## 贡献
莱普修斯纠正了商博良研究中最根本错误，他使用商博良的语法開始研究埃及语言。他与罗塞利尼建立了友谊，兩人在埃及語言話題上保持著聯係。莱普修斯的《就象形文字給H·罗塞利尼教授的信》（Lettre à M. le Professeur H. Rosellini sur l'Alphabet hiéroglyphique）于1837年出版，解释了双字母符号、三字母符号和音补的功能，雖然这些术语在當時尚未被创造出来。信中列出了30个单字母符號，而现代觀點認爲應有24个，商博良構建的系統中则有200多个。莱普修斯的信极大地巩固了商博良在处理象形文字时采用方法的正確性，同时纠正了它的不足之处，并最终将埃及学的重点从破譯转移到了翻译。商博良、罗塞利尼和莱普修斯通常被认为是埃及学的奠基人；楊氏有时也包括在内。